# La Femme flic
La Femme flic is een Franse film van Yves Boisset die werd uitgebracht in 1980.

## Verhaal
Inspecteur Levasseur is een jonge vrouwelijk politie-inspecteur die van Parijs wordt overgeplaatst naar een stad in Noordwest-Frankrijk. Tijdens het onderzoek naar de moord van een kind stoot ze op een netwerk van kinderprostitutie. Ze begrijpt algauw dat een aantal plaatselijke notabelen en haar overste hierbij zijn betrokken. De belangrijkste familie van de stad heeft het netwerk in handen. Ze wil dat de waarheid aan het licht komt en wil die familie voor de rechter slepen. De politieleiding weigert haar echter te steunen.

## Rolverdeling
| Acteur             | Personage                                                                  |
| ------------------ | -------------------------------------------------------------------------- |
| Miou-Miou          | Corinne Levasseur                                                          |
| Jean-Marc Thibault | commissaris Porel                                                          |
| Roland Blanche     | inspecteur Roc                                                             |
| Jean-Pierre Kalfon | Marcel Backmann, directeur van de MCJ (Maison des Jeunes et de la Culture) |
| Leny Escudero      | Diego Cortez                                                               |
| Philippe Caubère   | eerwaarde heer Henning                                                     |
| Niels Arestrup     | Dominique Allier                                                           |
| Stéphane Bouy      | substituut Berthot                                                         |
| Gérard Caillaud    | Becker, de onderzoeksrechter in Noord-Frankrijk                            |
| François Simon     | dokter Godiveau                                                            |
| Georges Staquet    | inspecteur Sondy                                                           |
| Jean Martin        | kolonel Morange                                                            |
| Henri Garcin       | de procureur van Noord-Frankrijk                                           |
| Mado Maurin        | de hospita                                                                 |